# Gare de Port-de-Bouc
Gare de Port-de-Bouc – stacja kolejowa w Port-de-Bouc, w departamencie Delta Rodanu, w regionie Prowansja-Alpy-Lazurowe Wybrzeże, we Francji.
Jest stacją Société nationale des chemins de fer français (SNCF), obsługiwaną przez pociągi TER Provence-Alpes-Côte d’Azur.

## Położenie
Stacja znajduje się na linii Miramas – L’Estaque, w km 834,402, na wysokości 19 m, pomiędzy stacjami Fos-sur-Mer i Croix-Sainte.

## Linie kolejowe
- Linia Miramas – L’Estaque